# Stazione di Cona Veneta
Stazione di Cona Veneta vasútállomás Olaszországban, Veneto régióban, Cona településen.

## Vasútvonalak
Az állomást az alábbi vasútvonalak érintik:
- Adria–Mestre-vasútvonal

## Kapcsolódó állomások
A vasútállomáshoz az alábbi állomások vannak a legközelebb: 
- Stazione di Cavarzere (Stazione di Adria, Adria–Mestre-vasútvonal)
- Pontelongo Fermata railway halt (Stazione di Venezia Mestre, Adria–Mestre-vasútvonal)